# 라이카 미니 줌
라이카 미니 줌(Leica Mini Zoom)은 1993-1997년까지, 디자이너 맨프레드 메인저(Manfred Meinzer)와 클라우스-디에터 샤퍼(Klaus-Dieter Schaefer)에 의해 1993년 12월 15일 설계되어, 일본 교세라에 의해 일본에서 위탁생산된 라이카 브랜드의, 35mm 컴팩트 레인지 파인더 포인트 앤 샷 카메라이다. 랜즈는 1:1.4-7.6 /35-70, 라이카 VARIO-ELMAR 35-70이다. 1993년(시리얼 번호:1941001~1991000), 1994년(시리얼 번호:2013001~2063000) , 1995년(시리얼 번호:2185001~2235000까지 년간 5만대씩 14,9000대가 생산되었다.